# Mas de Guardià
El Mas de Guardià és una masia de Reus (Baix Camp) situada a l'extrem nord-oest de la partida d'Aigüesverds.
Hi dona accés el camí que duu el nom del mas i té un gran edifici que dominava una hisenda de més de cent jornals. Té molta anomenada. Antigament era terra de vinya i olivers. Hi havia dues basses, una era rodona i de gran capacitat.
Actualment, el terreny del mas s'ha parcel·lat i hi ha una urbanització, Les Palmeres, concebuda per a la classe alta, i un camp de golf. El mas, restaurat i reformat, és el restaurant del complex.

## Descripció
El mas, de planta rectangular, té dos pisos. La planta baixa, molt tancada, i el primer pis que presenta en tres de les seves cares una galeria perimetral amb una estructura porticada, que el fa característic i facilita la ventilació de les habitacions. Actualment és, a més d'un restaurant, la casa-club del complex urbanístic i dels membres del golf. A la façana que dona al sud-est s'hi ha obert un gran finestral amb vistes al camp de golf. Aquesta obertura connecta amb un espai exterior cobert que serveix com a terrassa del restaurant. La remodelació es va fer als anys 1990-1991.